# 小行星1948
小行星1948（1948 Kampala）是一颗围绕太阳公转的小行星。1935年4月3日，西里爾·傑克遜在约翰内斯堡发现了此天体。
該小行星以烏干達的首都坎帕拉命名。
这颗小行星的绝对星等为179.46193等。